# Susan Hyde
Susan Hyde, död 23 september 1656, var en engelsk agent. Hon är känd för sin verksamhet som agent på rojalistsidan under det engelska inbördeskriget. 
Hon var dotter till Henry Hyde MP och Mary Langford syster till Edward Hyde, 1st Earl of Clarendon, och faster till Anne Hyde. Hon döptes 22 juli 1607. Hon tycks aldrig ha gift sig.
Hon blev medlem i det hemliga rojalistiska spionnätverket The Sealed Knot, som verkade under Oliver Cromwells regeringstid. Gruppen grundades förmodligen 1654 och var den enda som hade godkänts av exilkungen Karl II av England. Den bestod troligen av sex medlemmar och en sekreterare. Gruppen stod i kontakt med kungen, med kodnamnet Fran Edwards, hans mor ("Mrs Kate") och fursten av Oranien ("Cousin Blithe"). Susan Hyde upprätthöll en hemlig korrespondens direkt med kungen. Gruppens uppdrag var att ta kontroll över alla rojalistiska konspirationer och sätta stopp för de som bedömdes ha dålig utsikt att lyckas. Susan valdes ut att sköta gruppens kontakt med kungen eftersom hennes bror tillhörde dennes exilhov i Nederländerna och Paris. Hon var därefter i flera år en viktig agent. Flera av breven mellan kungen och Hyde är bevarade och skrivna i kod. Kvinnliga spioner förbisågs ofta under denna tid eftersom de och deras brev bara förmodades handla om privata familje- och hushållsärenden, och det var också så breven såg ut. Sudan Hydes tidigaste brev till kungen är daterat 14 juni 1653. Hon sände breven vid apotekaren Anthony Hinton i London. Hon tycks själv ha flyttat runt en del i England under hennes tid som kungens korrespondent, vilket framgår av hennes brev.
Det sista brevet är daterat 13 september 1656, där hon varnade kungen för en läcka i nätverket: “I muste desire your cautione, being so much concerned in your trade, that if you fayle, I breacke.” Susan Hyde greps för illegal korrespondens sedan hennes brevväxling en tid hade hållits under uppsikt. Hon hade angetts sedan den apotekare som agera som budbärare hade gripits. Hon fängslades i och undergick långvariga förhör. Hon berövades sömn och mat och hotades med avrättning, vilket gjorde att hon ska ha drabbats av ett psykiskt sammanbrott. Hon avled av påfrestningarna i fängelset innan hon hade blivit dömd.
John Cosin skrev i december till hennes bror Edward: “A very melancholy Account of the cruel vsage of one Mrs Hyde, a Relation of the Chancellour’s who had been seized upon suspicion of illicit correspondence; & tho nothing was found upon her, yet they used her so ill, & terrified her so much that she lost her senses, & expired in a few days in that condition.”